# Hohles Rad

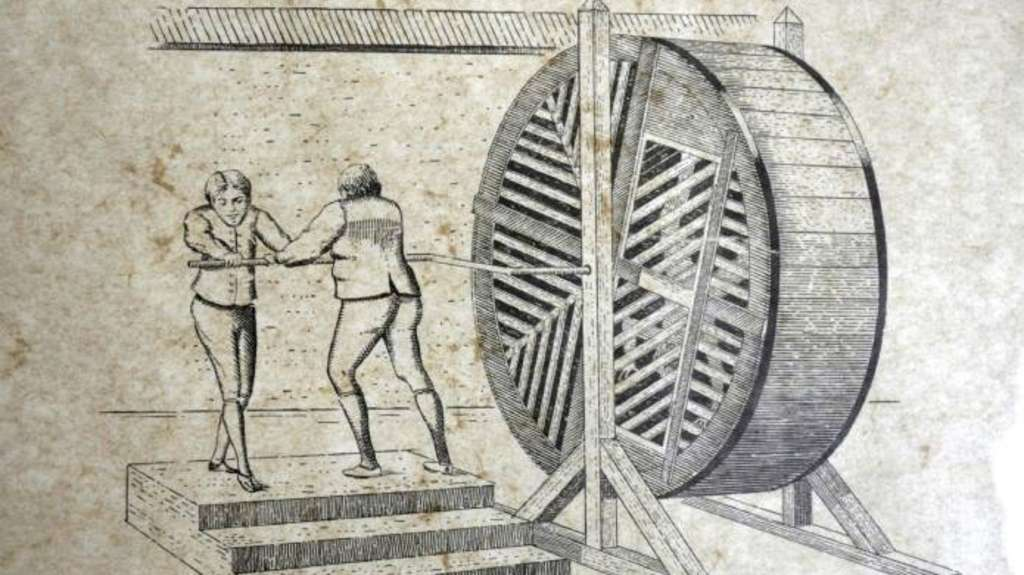
„Hohles Rad“ um etwa 1824

Ein Hohles Rad, auch Hayner’sches Laufrad, war ein somatotherapeutisches Hilfsmittel in der Psychiatrie des 19. Jahrhunderts. Es handelt sich um eine nach dem Prinzip eines Laufrades im Kleintierkäfig konstruierte Apparatur für Patienten von Irrenanstalten. Seine Erfindung ist mit den Ärzten und Psychiatern Johann Gottfried Langermann, Johann Christian Reil und Christian August Fürchtegott Hayner verbunden. Laut Hayner, 1818, wurde es angewendet, um damit „...den Zerstreuten anhaltend auf sich selbst zurückzurufen, den Vertieften aus seiner Traumwelt in die wirkliche zu ziehen.“
Zur Entwicklung und Anwendung berichtet Gottlob A. E. von Nostitz und Jänkendorf 1829: „So kam Reil auf die Idee, die er jedoch dem sinnreichen Langermann verdankte, ein hohles Rad zu construiren, demjenigen ähnlich, worin die Stieglitze laufen. Diese Idee ward allmälich verwirklicht, indem er ein hohles Rad von einer solchen Construction verfertigen ließ, daß der Kranke Ruhe genießt, so lange er sich nämlich ruhig verhält, hingegen in Bewegung fortgerissen wird, so bald er sich nur bewegt; ferner daß der Kranke durch nichts an seinem Körper beschädigt oder gedrückt werde, damit es ganz von ihm abhänge, ruhig zu sein oder nicht, (...) Man kann den Kranken sechs und dreißig bis acht und vierzig Stunden (unter gehörigen Unterbrechungen) in der Vorrichtung zubringen lassen, welches D. Hayner bei heftigen Tobsüchtigen mit gutem Erfolge that (...) wodurch ihr Inneres beruhigt und ihr Paroxismus abgekürzt wurde.“
Maximilian Jacobi urteilte 1834: „Eben so wenig wie das Drehbett bedarf die Anstalt das hohle Rad, da es, wenn auch in seiner Anwendung ungefahrlich, doch nur in wenigen Fällen entschiedenen Vortheil bringen dürfte, ...“
Ein originales Exemplar ist im Psychiatriemuseum Haina ausgestellt.